# Chionaema perornata
Chionaema perornata là một loài bướm đêm thuộc phân họ Arctiinae, họ Erebidae.